# 이야기 시
이야기 시는 이야기를 말하는 시의 한 형태로, 화자와 인물의 목소리를 종종 사용한다.

## 이야기 시 목록
- 변신 이야기 - 오비디우스
- 고 에다 - 익명
- 농부 피어스의 꿈 - 윌리엄 랭글런드
- 캔터베리 이야기 - 제프리 초서
- 우졸우인전 - 알렉산더 포프
- 노수부 - 새뮤얼 테일러 콜리지
- 차일드 헤럴드의 편력 - 바이런 경
- 더 레이븐 - 에드거 앨런 포
- 야노시 영웅 - 페퇴피 샨도르